# Basic Instinct
Basic Instinct (bra: Instinto Selvagem; prt: Instinto Fatal) é um filme americano de suspense erótico neo-noir de 1992, dirigido por Paul Verhoeven e escrito por Joe Eszterhas, e estrelado por Michael Douglas e Sharon Stone. O filme segue um detetive da polícia, Nick Curran (Douglas), que está investigando o brutal assassinato de um rico astro do rock. Durante a investigação, Curran se envolve em um relacionamento tórrido e intenso com a principal suspeita, Catherine Tramell (Stone), uma escritora enigmática. Antes da então desconhecida Stone ser escolhida, Douglas recomendou Kim Basinger para o papel de Catherine Tramell, mas Basinger recusou. Ele também havia proposto a personagem para Julia Roberts, Greta Scacchi e Meg Ryan, mas elas também rejeitaram o papel, assim como Michelle Pfeiffer, Geena Davis, Kathleen Turner, Ellen Barkin e Mariel Hemingway. Verhoeven considerou Demi Moore. Douglas se negou durante meses a contratar Stone por considerá-la “uma atriz de segunda”.
Em uma entrevista de 2006, Stone alegou que a famosa cena em que sua vulva foi exposta quando ela cruzou as pernas foi filmada sem o conhecimento dela. Na cena, Stone acreditava que a personagem não estava usando calcinha e que só seria mencionado e não mostrado. Ela estava usando calcinha branca até que Verhoeven disse que refletia a luz na lente da câmera e pediu que ela as tirasse, assegurando-lhe que apenas a sombra seria visível. Não foi até que Stone viu o filme em uma sala de projeção com uma audiência de teste que ela tomou conhecimento disso, levando-a dar uma bofetada na cara de Verhoeven e deixar a projeção. No entanto, Verhoeven negou veementemente sua alegação, e disse que ela estava plenamente ciente de que sua vulva seria filmada. A sequência de 2006, Basic Instinct 2, estrelado por Stone foi feito sem o envolvimento de Verhoeven, recebeu comentários negativos ou moderados da crítica (principalmente por causa da inevitável comparação com o filme original) e não foi particularmente bem sucedido nas bilheterias.
Mesmo antes de seu lançamento, Basic Instinct gerou uma controvérsia acalorada devido à sua sexualidade explícita e representação gráfica da violência. Foi fortemente contestada pelos ativistas dos direitos gays, que criticaram a representação do filme de relações homossexuais e a representação de uma mulher bissexual como uma psicopata assassina e narcisista. Membros do grupo ativista lésbico e bissexual LABIA protestaram contra o filme em sua noite de abertura. Outros também fizeram piquete de greve nos cinemas para dissuadir as pessoas de comparecer às exibições, carregando cartazes alegando que Hollywood promovia a violência aos homossexuais. Verhoeven defendeu o direito dos grupos de protestar, mas criticou as perturbações que causou, dizendo "não está em elevar sua voz; o fascismo está em não aceitar o não". O crítico de cinema Roger Ebert mencionou a controvérsia em sua resenha, dizendo: "Quanto aos supostamente ofensivos personagens homossexuais: os manifestantes do filme podem notar que os heterossexuais do filme, começando por Douglas, são igualmente ofensivos. Ainda assim, há um ponto a ser feito sobre a insistência ininterrupta de Hollywood em tipificar homossexuais - particularmente lésbicas - como distorcidos e malignos". Camille Paglia denunciou ativistas gays e protestos feministas ao filme Basic Instinct, e chamou a performance de Sharon Stone de "uma das grandes performances de uma mulher na história da tela", elogiando sua personagem como "uma grande figura vampírica, como a própria Mona Lisa, uma deusa pagã". O filme também foi amplamente criticado por enaltecer o cigarro. O roteirista Joe Eszterhas foi posteriormente diagnosticado com câncer de garganta e pediu desculpas publicamente por glamourizar o fumo em seus filmes.
Apesar da negatividade crítica inicial e do protesto público, Basic Instinct tornou-se um dos filmes de maior sucesso financeiro dos anos 90, arrecadando US$ 352 milhões em todo o mundo. Várias versões do filme foram lançadas em videocassete, DVD e Blu-ray. O filme tem sido reconhecido por suas descrições inovadoras de sexualidade no cinema de Hollywood, e tem sido referido pelos estudiosos como "uma obra prima neo-noir que brinca e transgride as regras narrativas do film noir". Este filme provocou grandes mudanças nas mentalidades em Portugal, quando estreou nos cinemas em 1993. Estreou na televisão em Portugal no ano de 1995, na RTP1, e em 1997 foi reexibido, ambas as transmissões feitas na Lotação Esgotada. Sharon Stone ainda faria um cameo de sua personagem Catherine Tramell no filme Last Action Hero na cena da delegacia.

## Sinopse
Johnny Boz, antiga estrela de rock e proprietário de um clube noturno em São Francisco, é encontrado morto na sua cama. O caso é entregue ao detective Nick Curran, que possui um passado de alcoolismo e consumo de drogas, embora já esteja recuperado. A principal suspeita é Catherine Tramell, uma atraente e manipuladora romancista que mantinha uma relação há já algum tempo com Boz.
A psiquiatra da polícia, Beth Gardner, ex-namorada de Nick, é convidada a participar nas investigações, depois de se descobrir que o homicídio de Boz foi copiado diretamente de um dos romances de Catherine. Nick acaba por se envolver demasiado e todos parecem ser suspeitos.

## Elenco

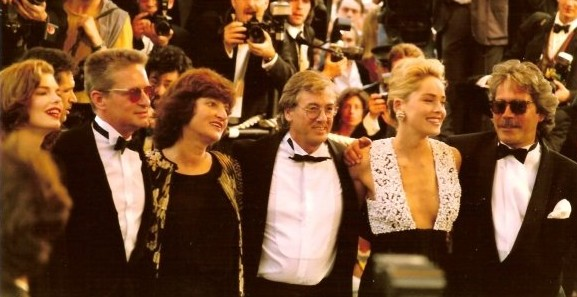
Diretor, produtor e os atores Sharon Stone, Jeanne Tripplehorn e Michael Douglas no Festival de Cannes em 1992.

- Michael Douglas como detetive Nick Curran
- Sharon Stone como Catherine Tramell
- George Dzundza como detetive Gus Moran
- Jeanne Tripplehorn como Dr. Beth Garner
- Denis Arndt como tenente Phillip Walker
- Leilani Sarelle como Roxanne "Roxy" Hardy
- Bruce A. Young como Andrews
- Chelcie Ross como capitão Talcott
- Dorothy Malone como Hazel Dobkins
- Wayne Knight como John Correli
- Daniel von Bargen como tenente Marty Nielsen
- Stephen Tobolowsky como Dr. Lamott
- Benjamin Mouton como Harrigan
- Jack McGee como xerife
- Bill Cable como Johnny Boz
- James Rebhorn como Dr. McElwaine

## Produção
O filme foi inicialmente intitulado Love Hurts. O roteiro, escrito na década de 1980, era popular e acabou sendo comprada pela Carolco Pictures, por um valor estimado de US$ 3 milhões. Joe Eszterhas escreveu o filme em 13 dias, e foi a fonte criativa de vários outros blockbusters, incluindo Flashdance (1983) e Jagged Edge (1985). Gary Goldman foi posteriormente contratado para fazer uma pequena reescrita no roteiro.
Os personagens principais, Catherine Tramell e Nick Curran, foram inspirados por pessoas reais. Antes de se tornar roteirista, Eszterhas já trabalhou em um jornal local de Cleveland como repórter policial. Foi lá que ele conheceu um policial que "estava sempre no meio de tiroteios" e "apenas gostou muito da ação". Esse policial foi a base do detetive Nick Curran. Quanto a personagem Catherine, Eszterhas conta a história de conhecer uma go-go dancing, com quem ele brincava em um hotel uma noite. Segundo ele, as coisas de repente deram errado. "Ela enfiou a mão na bolsa e tirou um 22 e apontou para mim", afirmou. “Ela disse: 'Dê-me uma razão pela qual eu não deveria puxar esse gatilho'. Eu disse: 'Eu não fiz nada para te machucar. Você queria vir aqui e, até onde eu sei, você gostou do que acabamos de fazer. E ela disse: "Mas isso é tudo que os caras sempre quiseram fazer comigo e estou cansada disso". "Tivemos uma longa discussão antes que ela abaixasse a arma. Esses dois personagens aleatórios são de onde vêm aquelas partes de Basic Instinct".
Sharon Stone tinha medo de que ela não fosse considerada para o papel, porque o nome dela não era grande o suficiente, então ela decidiu usar seus encantos femininos para convencer o diretor Verhoeven. Tendo trabalhado com ele antes em Total Recall, ela explicou como foi conseguir o papel. “Eu não pediria [por uma audição], porque eu não queria que ele me testasse só porque se sentia obrigado”, ela disse à Playboy. Ela decidiu visitar Verhoeven enquanto ele estava no trabalho, usando um vestido apertado que era característico da Catherine manipuladora. “Eu estava sendo legal. Muito legal”, ela disse. “Eu não queria que ele pensasse que eu era insana, mas queria dar a ele uma ideia geral de que eu poderia me transformar. Os homens são visualmente estimulados—e isso geralmente é o suficiente, pelo menos no começo". Stone estava certa. O vestido foi o suficiente. Ela conseguiu seu teste e ganhou o papel. Stone teve mais problemas em atravessar as violentas cenas do picador de gelo do que as nuas. As reencenações violentas aparentemente lhe deram pesadelos e ansiedade, tanto que ela teve sua melhor amiga em stand by, junto com uma paramédica, caso ela desmaiasse.
Stone e Douglas não tinham química natural na vida real. No entanto, Stone disse à Playboy que o desconforto ajudou o filme. "Eu acho que esse tipo de desconforto se presta a esse tipo de filme", disse ela. “A tensão é boa. Eu basicamente não conheci Michael. Havia algo sobre o mistério de não se conhecerem que se prestava a essa situação. É estranho, porque agora eu tenho esse vínculo muito íntimo com um estranho”. Independentemente disso, Stone usou seus instintos "primais" para tornar produtiva sua relação de trabalho. “Era tudo sobre observá-lo, observando seus movimentos, provocando-o. Se alguém acreditasse no carma, eu diria que há algum círculo cármico, ainda que não seja cumprido entre nós dois. Nossa energia juntos era forte. Ainda não é confortável para mim, mas acho que funciona muito bem para o nosso trabalho em conjunto”. Depois de filmar a cena do sexo, Sharon Stone declarou: "Todo mundo naquela sala me conhecia melhor do que meu ginecologista".
Al Pacino, Harrison Ford, Wesley Snipes, Robert De Niro, Mel Gibson, Bruce Willis, Sylvester Stallone, Christopher Lloyd, Jack Nicholson, Charlie Sheen, Richard Gere, John Travolta, Nicolas Cage, Denzel Washington, Don Johnson, e Kevin Costner e vários outros atores famosos foram considerados para o papel de Nick Curran.[carece de fontes?] Em preparação para a cena de perseguição de carro, Douglas supostamente subiu os degraus de Kearny Street, em São Francisco por quatro noites sozinho. Stone, que acabou sendo selecionada para o papel, era uma atriz desconhecida até o sucesso deste filme; ela recebeu um valor mínimo de US$ 750 mil dólares, considerando o amplo orçamento de produção do filme.
As filmagens em São Francisco foram assistidas por ativistas e manifestantes dos direitos de gays e lésbicas, e a polícia de choque do Departamento de Polícia de São Francisco esteve presente em todos os locais diariamente para lidar com as multidões.
Um dos locais para a casa em frente ao mar de Catherine Tramell foi filmado em 157 Spindrift Rd, Carmel Highlands, Califórnia, vendido recentemente por US$ 16 milhões. Apenas 5 salas da mansão de 12,000 pés quadrados foram usadas, incluindo o convés, e os degraus de pedra que levavam à praia, na verdade levavam diretamente ao oceano. O filme mostra Stinson Beach, mas vários locais foram misturados. Há também filmagens adicionais ao longo da Spindrift Road.
Existem duas versões sobre como foi realizada a famosa cena da cruzada de pernas de Sharon Stone, que se tornaria uma das cenas eróticas mais famosas da história do cinema. Segundo Verhoeven, Stone sabia perfeitamente o que estava acontecendo. Mas a atriz alega que foi levada a crer pelo diretor que a cena não mostraria tudo e seria apenas uma insinuação. Terminada a gravação, os dois analisaram o plano em questão. “Naquela época, não existia alta definição”, disse a atriz. “Então, quando olhei no monitor, realmente não dava para ver nada”. Ela diz ter ficado em choque quando viu a cena, posteriormente, numa tela de cinema. E deu uma bofetada no diretor assim que a sessão terminou. Porém admitiu a cena era adequada para o filme e para a personagem, e que, se ela tivesse sido a diretora, teria mantido na montagem final. Mas não gostou de não ter sido avisada claramente sobre o que apareceria na tela. Verhoeven alegou que a atriz mente, “Qualquer atriz sabe o que será visto se você pedir que tire a roupa interior e apontar a câmera nessa direção. Ela inclusive me deu a calcinha de presente. Quando Sharon viu o resultado da cena no monitor, não teve nenhum problema (…). Mas, quando viu a cena rodeada por outras pessoas (americanas), incluindo seu agente, ficou louca. Todos lhe disseram que a cena acabaria com a sua carreira, então Sharon veio e me pediu que a cortasse. Eu disse que não”, disse Verhoeven em uma entrevista. Sharon foi convencida a manter a cena quando Verhoeven afirmou que ela se tornaria icônica e poderia ser seu passaporte para a fama. Para a cena do interrogatório, Sharon Stone foi deliberadamente fantasiada para fazer referência à femme fatale interpretada por Kim Novak no filme Vertigo.
A famosa cruzada de pernas não estava no roteiro. Paul Verhoeven teve a ideia inspirada em uma memória da faculdade, quando uma mulher fez a mesma coisa numa festa, para deixá-lo sem graça. "Verhoeven decidiu que a cena seria mais divertida se Sharon não usasse calcinha. Em outras palavras, a cena mais memorável de um filme meu não foi ideia minha", escreveu o roteirista Joe Eszterhas em seu livro de memórias. No  momento do interrogatório, os atores não estavam presentes na sala com Sharon na filmagem. Para fazer a cena em que vemos todos juntos, o diretor gravou três tomadas rápidas apenas com o elenco necessário e poucas pessoas no estúdio. As reações dos atores foram gravadas antes da cruzada de pernas.
Também o roteirista Joe Eszterhas contou que tinha dormido com Sharon Stone para comemorar o sucesso do filme.
O carro de Nick é um Dodge Diplomat 1986, o de Catherine Tramell é um Lotus Esprit 1991 e o de Beth é um Acura Integra 1991. O sobrenome de Catherine Tramell personagem veio de Alan Trammell, profissional de basebol que fez carreira no Detroit Tigers.

## Recepção

### Resposta da crítica
No site agregador de críticas Rotten Tomatoes, 55% das 78 resenhas dos críticos são positivas, com uma classificação média de 6,2/10. O consenso do site diz: "Ecoando de forma irregular o trabalho de Alfred Hitchcock, Basic Instinct contém uma atuação brilhante de Sharon Stone, mas acaba sendo desfeito por seu enredo problemático e excessivamente sensacionalista." O Metacritic, que usa uma média ponderada, atribuiu ao filme uma pontuação de 43 em 100, baseado em 28 críticos, indicando críticas "mistas ou médias".

## Trilha sonora
| Críticas profissionais | Críticas profissionais |
| Avaliações da crítica  | Avaliações da crítica  |
| Fonte                  | Avaliação              |
| ---------------------- | ---------------------- |

A trilha sonora de Basic Instinct foi composta por Jerry Goldsmith, e lhe rendeu indicações ao Oscar de melhor banda sonora e ao Globo de Ouro de melhor banda sonora original. Goldsmith disse: "Basic Instinct foi provavelmente o mais difícil que já fiz. É uma história muito complicada, com personagens pouco ortodoxos. É um mistério de assassinato, mas não é realmente um mistério de assassinato. O diretor, Paul Verhoeven, tinha uma ideia muito clara de como a mulher deveria ser, e eu tive dificuldade para entender. Por causa de Paul me pressionando, acho que é uma das melhores partituras que já escrevi. Foi uma verdadeira colaboração".
Além da partitura, a música lançada profissionalmente não teve um papel importante no filme. A cena em que a música de origem desempenha um papel de destaque ocorre durante a cena do clube; Curran, Tramell e Roxy são vistos no centro de São Francisco. Apresenta "Blue" do artista de house music de Chicago LaTour e "Rave the Rhythm" do grupo Channel X. Também apresenta "Movin' on Up" de Jeff Barry e Ja'Net DuBois.
A trilha sonora foi lançada em 17 de março de 1992. Um lançamento consideravelmente expandido da trilha sonora de Goldsmith, com seções anteriormente omitidas e composições alternativas de certos elementos, foi lançado pela Prometheus Records em 2004.
Original Motion Picture Soundtrack
1. "Main Title (tema de Basic Instinct)" – 2:13
2. "Crossed Legs" – 4:49
3. "Night Life" – 6:03
4. "Kitchen Help" – 3:58
5. "Pillow Talk" – 4:59
6. "Morning After" – 2:29
7. "The Games Are Over" – 5:53
8. "Catherine's Sorrow" – 2:41
9. "Roxy Loses" – 3:37
10. "An Unending Story" – 7:56

The Complete Original Motion Picture Soundtrack
1. "Main Title" – 2:13
2. "First Victim" – 1:39
3. "Catherine & Roxy" – 5:14
4. "Shadows" – 0:41
5. "Profile" – 0:49
6. "Don't Smoke" – 2:26
7. "Crossed Legs" – 4:49
8. "Beth & Nick" – 2:21
9. "Night Life" – 6:03
10. "Home Visit" – 1:13
11. "Your Wife Knew" – 1:44
12. "Untitled" – 0:52
13. "That's Real Music" – 0:27
14. "One Shot" – 1:27
15. "Kitchen Help" – 3:58
16. "Pillow Talk" – 4:59
17. "Morning After" – 2:29
18. "Roxy Loses" – 3:37
19. "Catherine's Sorrow" – 2:41
20. "Wrong Name" – 2:22
21. "She's Really Sick" – 1:31
22. "It Won't Sell" – 1:02
23. "Games Are Over" – 5:53
24. "Evidence" – 1:39
25. "Unending Story / End Credits" – 9:23
26. "First Victim" (versão alternativa) – 1:34

## Distribuição
O filme foi inscrito no Festival de Cannes de 1992.

### Classificação MPAA
Basic Instinct é classificado como R por "forte violência e sensualidade, e por uso de drogas e linguagem". Inicialmente, a MPAA recebeu uma classificação NC-17 pela "representação gráfica de violência extremamente explícita, conteúdo sexual e linguagem forte", mas sob pressão de TriStar e Carolco, Verhoeven cortou 35 a 40 segundos para obter uma classificação R. Verhoeven descreveu as mudanças em um artigo de março de 1992 no The New York Times: 
| “ | Na verdade, eu não precisei cortar muitas coisas, mas substituí as coisas de diferentes ângulos, tornei-a um pouco mais elíptica, um pouco menos direta. | ” |

### Mídia doméstica
Em março de 2006, a versão sem classificação (também conhecida como Director's Cut) foi relançada em DVD e rotulada como Ultimate Edition. Em 2007, o filme foi lançado em Blu-ray com o selo Director's Cut.
O filme foi cortado em 35 a 40 segundos para evitar a classificação NC-17 em seu lançamento nos cinemas em 1992, com alguma violência e conteúdo sexualmente explícito removidos. O material ausente ou censurado (posteriormente lançado em vídeo e DVD sem classificação como director's cut) incluía:
- O assassinato de Johnny Boz na cena de abertura. No corte do diretor, o assassino é visto esfaqueando-o no pescoço, no peito e pelo nariz. Além disso, Tramell ainda está fazendo sexo violento com ele enquanto o esfaqueia ao mesmo tempo.
- A cena em que Nick faz sexo com Beth é cortada na versão para os cinemas dos EUA, quando ele é visto arrancando suas roupas e forçando-a sobre o sofá, antes de um corte para os dois deitados no chão. Na versão sem cortes, eles são vistos fazendo sexo mais violento.
- A cena em que Nick e Tramell fazem sexo depois de ir ao clube é mais longa e muito mais explícita na versão sem cortes.

## Na cultura popular
Sharon Stone abriu com um monólogo semelhante à famosa cena de interrogatório de cruzar as pernas no programa Saturday Night Live em 1992. Enquanto previa o show, ela diz que “Pearl Jam está aqui”, e a câmera se move rapidamente para a banda parada olhando em direção à atriz. No mesmo programa, Nancy Carell parodiou a cena em 1995 e Amy Poehler em 2004.
No episódio "The Nanny Napper" do seriado The Nanny, Fran Drescher imita a cena da cruzada de pernas.
Rachel Bloom também imitou a cena em um dos cartazes de divulgação do seriado Crazy Ex-Girlfriend.
Fatal Instinct, filme de 1993, faz uma paródia de Basic Instinct e de outros filmes.
Amber Valletta fez a cena da cruzada de pernas no filme de 2006 Man about Town.
Famosas como Adriane Galisteu, Fani Pacheco, Lindsey Vonn, Barbara Palvin, e Serena Williams, também parodiaram a cena.
A produtora pornô Zero Tolerance Entertainment lançou em 2011 uma paródia do filme, Official Basic Instinct Parody, com Lexi Belle, Francesca Le, Breanne Benson e Brandy Aniston. A Atriz pornô Tori Black também imitou a cena.
Em 2013, o então primeiro-ministro da Sérvia Ivica Dačić caiu em uma pegadinha em uma falsa entrevista com uma ex-modelo da Playboy da Croácia, Branka Knezevic, que descruzou suas pernas em uma cena que lembra a atriz Sharon Stone no filme. O vídeo fez sucesso no YouTube.
Em 2015, Michael Douglas participou de uma esquete que fazia uma paródia da cena de Sharon Stone no filme. James Corden assume o posto de Sharon Stone e repete as cruzadas de pernas que a atriz fez no filme. No final, Douglas acaba passando mal com o que vê.
O serviço de vídeo sob demanda LoveFilm colocou a cena da cruzada de pernas como o momento mais pausado dos filmes.

## Principais prêmios e indicações
| Prêmio                       | Categoria                                  | Destinatário             | Resultado |
| ---------------------------- | ------------------------------------------ | ------------------------ | --------- |
| Oscar 1993                   | Melhor Montagem                            | Frank J. Urioste         | Indicado  |
| Oscar 1993                   | Melhor Trilha Sonora                       | Jerry Goldsmith          | Indicado  |
| BMI Film & TV Award          | Melhor Música                              | Jerry Goldsmith          | Venceu    |
| Festival de Cinema de Cannes | Palma de Ouro                              | Paul Verhoeven           | Indicado  |
| CFCA Award                   | Melhor Atriz                               | Sharon Stone             | Indicado  |
| DVD Exclusive Award          | Melhor Documentário Retrospectivo Original | Jeffrey Schwarz          | Indicado  |
| Prêmios Globo de Ouro        | Melhor atriz em filme dramático            | Sharon Stone             | Indicado  |
| Prêmios Globo de Ouro        | Melhor Trilha Sonora Original              | Jerry Goldsmith          | Indicado  |
| Framboesa de Ouro            | Pior Ator                                  | Michael Douglas          | Indicado  |
| Framboesa de Ouro            | Pior Atriz Coadjuvante                     | Jeanne Tripplehorn       | Indicado  |
| Framboesa de Ouro            | Pior Nova Estrela                          | Sharon Stone             | Indicado  |
| Prémios da Academia Japonesa | Melhor Filme Estrangeiro                   | Melhor Filme Estrangeiro | Indicado  |
| MTV Movie Awards             | Melhor Filme                               | Melhor Filme             | Indicado  |
| MTV Movie Awards             | Melhor Performance Masculina               | Michael Douglas          | Indicado  |
| MTV Movie Awards             | Melhor Dupla                               | Michael Douglas          | Indicado  |
| MTV Movie Awards             | Melhor Dupla                               | Sharon Stone             | Indicado  |
| MTV Movie Awards             | Melhor Performance Feminina                | Sharon Stone             | Venceu    |
| MTV Movie Awards             | Mulher Mais Desejável                      | Sharon Stone             | Venceu    |
| MTV Movie Awards             | Melhor Vilão                               | Sharon Stone             | Indicado  |
| Nikkan Sports Film Award     | Melhor Filme Estrangeiro                   | Melhor Filme Estrangeiro | Venceu    |